# SN 1985N
SN 1985N – supernowa odkryta 21 sierpnia 1985 roku w galaktyce A215330-5524. W momencie odkrycia miała maksymalną jasność 18,00m.